# Copa Cidade de Natal
A Copa Cidade do Natal é uma competição esportiva organizada pela Federação Norteriograndense de Futebol (FNF) desde 2013. Em  2014 o torneio passou a ser disputado novamente no segundo turno do Campeonato Potiguar, dando ao seu campeão o acesso à Copa do Brasil, e pela vez uma vaga na Copa do Nordeste e garante uma vaga na final do campeonato. O atual campeão é o ABC.

## Formato
Os oito clubes disputam em fase única; todos jogando entre si uma única vez (jogos de ida). o 1º e 2º lugar do turno, disputa a final para determinar campeão que garantirá vaga para a decisão do campeonato potiguar.
O campeão também garante uma premiação monetária de acordo com o desempenho no torneio, e possui um grande retorno monetário para a FNF.

### Participantes em 2021
- ABC (Natal)
- América de Natal (Natal)
- ASSU (Assu)
- Força e Luz (Natal)
- Globo (Ceará-Mirim)
- Palmeira (Goianinha)
- Potiguar de Mossoró (Mossoró)
- Santa Cruz de Natal (Natal)

### Participantes em 2022
- ABC (Campeão)
- América-RN
- Assu
- Força e Luz
- Globo FC
- Potiguar de Mossoró
- Potyguar CN
- Santa Cruz de Natal

## Campeões
| Ano  |                     | Final              | Final            | Final |
| Ano  | Vencedor            | Placar             | Vice             |       |
| ---- | ------------------- | ------------------ | ---------------- | ----- |
| 2013 | Potiguar de Mossoró | 0 - 0 2 - 1        | América de Natal |       |
| 2014 | América de Natal    | Pontos corridos    | ABC              |       |
| 2015 | América de Natal    | Pontos corridos    | ABC              |       |
| 2016 | América de Natal    | 0 – 0 (0 - 0 Pro.) | Globo            |       |
| 2017 | Globo               | 1 - 1 2 - 0        | ABC              |       |
| 2018 | ABC                 | Pontos corridos    | América de Natal |       |
| 2019 | ABC                 | 2 - 1              | América de Natal |       |
| 2020 | ABC                 | 2 - 2              | América de Natal |       |
| 2021 | Globo               | 2 - 0              | América de Natal |       |
| 2022 | ABC                 | 1 - 1              | América de Natal |       |

### Por equipe
| Clube               | Títulos                    | Vices                                  |
| ------------------- | -------------------------- | -------------------------------------- |
| ABC                 | 4 (2018, 2019, 2020, 2022) | 3 (2014, 2015, 2017)                   |
| América-RN          | 3 (2014, 2015, 2016)       | 6 (2013, 2018, 2019, 2020, 2021, 2022) |
| Globo               | 2 (2017, 2021)             | 1 (2016)                               |
| Potiguar de Mossoró | 1 (2013)                   | 0                                      |

### Por cidade
| Clube       | Títulos                                      | Vices                                                    |
| ----------- | -------------------------------------------- | -------------------------------------------------------- |
| Natal       | 7 (2014, 2015, 2016, 2018, 2019, 2020, 2022) | 8 (2013, 2014, 2015, 2017, 2018, 2019, 2020, 2021, 2022) |
| Ceará-Mirim | 2 (2017, 2021)                               | 1 (2016)                                                 |
| Mossoró     | 1 (2013)                                     | 0                                                        |